# Побединский, Михаил Владимирович
Михаил Владимирович Побединский (1852—1926) — надворный советник, учредитель Высших коммерческих счетоводных и железнодорожных курсов М. В. Побединского в Петербурге, редактор-издатель журнала «Коммерческая школа и жизнь» (СПб.).

## Биография
Отец — Владимир Петрович Побединский, священник, казначей консистории.
М. В. Побединский приехал в Санкт-Петербург из Рязани в 70-х годах XIX века. С 1877 г. служил бухгалтером в ведомстве Императрицы Марии. Преподавал на Счетоводных курсах Езерского.
М. В. Побединский был одним из первых откликнувшихся на появившееся в 1896 г. «Положение о Коммерческих учебных заведениях».
2 сентября 1897 г. он направил на имя министра финансов прошение -

Российский государственный исторический архив, ф. 25, оп. 4, д. 762, л. 56:

«Желая содействовать распространению в Империи коммерческих знаний, имеем честь покорнейше просить Ваше Высокопревосходительство разрешить учредить в Петербурге на основании высочайше утвержденного 15 апреля 1896 г. „Положения о Коммерческих учебных заведениях“ курсы коммерческих знаний, согласно прилагаемому проекту устава, под наименованием „Санкт-Петербургские счетоводные курсы“ с правом нам же быть преподавателями на этих курсах».

27 октября 1897 г. министром финансов графом Витте был утвержден Устав «Частных Санкт-Петербургских счетоводных курсов». Курсы, несмотря на частный характер, курировались Министерством финансов по Департаменту торговли и мануфактур. Размещались на Невском проспекте, дом 102. Курс обучения — на основном (общебухгалтерском) или специальном (банковское, промышленное, земских управ, акционерное счетоводство, позднее железнодорожное и страховое) отделениях — длился пять месяцев. Читались лекции и по другим коммерческим дисциплинам. В доме на Невском помимо жилых помещений было восемь больших аудиторий и несколько малых, актовый зал, кабинеты телеграфии и машинописи, свой медкабинет и библиотека с читальным залом. В 1900 г. здесь был организован свой Музей товароведения. Студенты проходили практику в компаниях: на фабриках, заводах, складах. При курсах были организованы Бухгалтерское бюро и Бухгалтерский кабинет, сотрудники которых за определённую плату имели право составлять балансы, сметы, отчеты, проводили аудиторские проверки и выдавали заключения экспертизы. Учебное заведение Побединского было платным и никаких дотаций не получало. Особенность курсов Побединского заключалась в том, что на обучение принимались лица обоего пола. По итогам обучения слушатели сдавали экзамены.
В апреле 1904 г. Частные счетоводные курсы были реорганизованы в «Частные Санкт-Петербургские Коммерческие курсы». Были введены новые предметы, такие, как общее законоведение, торговое, вексельное, морское право, коммерческая география, история торговли и товароведение. Факультативно преподавались статистика, торговые трактаты, железнодорожное право, устройство и деятельность нотариата в России. Срок обучения был увеличен с 5 месяцев до 2 лет.

Владимир Петрович Побединский — отец

В 1906 году курсы приобретают статус высшего учебного заведения — «Высшие коммерческие курсы М. В. Побединского». Для чтения лекций на курсах приглашаются преподаватели Политехнического института, Императорского университета и ряда других высших учебных заведений столицы: Е. В. Тарле, А. А. Корнилов, В. Н. Сперанский, С. В. Мыльников, министры финансов Временного правительства А. И. Шингарев (социальная медицина) и М. В. Бернацкий и др.
29 мая 1917 года распоряжением Министра торговли и промышленности Временного правительства Высшие коммерческие курсы Побединского были преобразованы в «Торгово-промышленный институт М. В. Побединского».
Советская власть национализировала это частное учебное заведение. В 1919 г. Торгово-промышленный институт вошел в состав Института народного хозяйства им. Ф. Энгельса. В 1926 г. в Ленинградском институте народного хозяйства (ЛИНХ) создается самостоятельное Промышленное отделение, выпускники которого (79 человек в 1927 г.) стали первыми инженерами-экономистами в нашей стране. 26 июня 1930 г. Промышленное отделение было реорганизовано в Институт промышленности и труда. А 21 августа 1930 г. он был переименован в Ленинградский инженерно-экономический институт (ИНЖЭКОН).
Курсами издавался журнал «Коммерческая школа и жизнь» (1912—1917). В нём рассматривались проблемы коммерческого образования и общественно-экономической жизни.
Скончался 9 августа 1926 года на пароходе близ Перми.

### Семья
1-й брак — Мария Ивановна, урожд. Марковец (1860—1888). 2-й брак — Елена Николаевна, урожд. Макеева.
Дети:
- Владимир Михайлович Побединский (1886—1942, блокадный Лениград)[4][5].
- Елена Михайловна Зоргенфрей (1883—1920, расстреляна «за спекуляцию»). Муж (венчались 26 августа 1905 в Церкви Св. Константина и Елены при гимназии Императорского Человеколюбивого общества[6]) — Зоргенфрей Курт Густавович (1878—1942, блокадный Ленинград)[7], сын фармацевта и общественного деятеля Густава Зоргенфрея[8], двоюродный брат поэта В.А.Зоргенфрея.
  - Внучка — Елена Куртовна Зоргенфрей (Николаева; Трубникова; 1907—1990)[9][10], театральный педагог, режиссер детских театров, Татьяна Куртовна Зоргенфрей (род.1913)
    - Правнуки: Николаев, Владимир Александрович (1936—2013), физик, кандидат технических наук, лауреат Государственной премии; Трубников Георгий Иванович (род. 1940), инженер-физик, кандидат технических наук, публицист[11] и педагог[12], Трубников, Виктор Иванович (1944—2012), инженер.
- Ольга Михайловна Нечаева (1896—?). Муж — Вадим Васильевич Нечаев, венчались 3 июня 1916 года в Троицком соборе[13].